# Sindaci di Düsseldorf
Di seguito l'elenco cronologico dei sindaci di Düsseldorf e delle altre figure apicali equivalenti che si sono succedute nel corso della storia.

## Repubblica di Weimar (1918-1933)
| Sindaci (Oberbürgermeister) (1918-1933) | Sindaci (Oberbürgermeister) (1918-1933) | Sindaci (Oberbürgermeister) (1918-1933) | Sindaci (Oberbürgermeister) (1918-1933) | Sindaci (Oberbürgermeister) (1918-1933) |
| Nominativo                              | Partito                                 | Partito                                 | Mandato                                 | Mandato                                 |
| Nominativo                              | Partito                                 | Partito                                 | Inizio                                  | Fine                                    |
| --------------------------------------- | --------------------------------------- | --------------------------------------- | --------------------------------------- | --------------------------------------- |
| Emil Köttgen                            | ?                                       | ?                                       | 1919                                    | 1924                                    |
| Robert Lehr                             |                                         | Partito Popolare Nazionale Tedesco      | 1924                                    | 1933                                    |

## Germania nazionalsocialista (1933-1945)
| Sindaci (Oberbürgermeister) nominati dal governo (1933-1945) | Sindaci (Oberbürgermeister) nominati dal governo (1933-1945) | Sindaci (Oberbürgermeister) nominati dal governo (1933-1945) | Sindaci (Oberbürgermeister) nominati dal governo (1933-1945) | Sindaci (Oberbürgermeister) nominati dal governo (1933-1945) |
| Nominativo                                                   | Partito                                                      | Partito                                                      | Mandato                                                      | Mandato                                                      |
| Nominativo                                                   | Partito                                                      | Partito                                                      | Inizio                                                       | Fine                                                         |
| ------------------------------------------------------------ | ------------------------------------------------------------ | ------------------------------------------------------------ | ------------------------------------------------------------ | ------------------------------------------------------------ |
| Hans Wagenführ                                               |                                                              | Partito Nazionalsocialista Tedesco dei Lavoratori            | 1933                                                         | 23 aprile 1937                                               |
| Otto Liederley                                               |                                                              | Partito Nazionalsocialista Tedesco dei Lavoratori            | 23 aprile 1937                                               | 13 novembre 1937                                             |
| Helmut Otto                                                  |                                                              | Partito Nazionalsocialista Tedesco dei Lavoratori            | 13 novembre 1937                                             | 11 dicembre 1939                                             |
| Carl Haidn                                                   |                                                              | Partito Nazionalsocialista Tedesco dei Lavoratori            | 11 dicembre 1939                                             | 28 marzo 1945                                                |
| Werner Keyßner                                               |                                                              | Partito Nazionalsocialista Tedesco dei Lavoratori            | 3 aprile 1945                                                | 17 aprile 1945                                               |

## Zona di occupazione britannica (1945-1949)
| Sindaci (Oberbürgermeister) nominati dal comando militare statunitense (1945)    | Sindaci (Oberbürgermeister) nominati dal comando militare statunitense (1945) | Sindaci (Oberbürgermeister) nominati dal comando militare statunitense (1945) | Sindaci (Oberbürgermeister) nominati dal comando militare statunitense (1945) | Sindaci (Oberbürgermeister) nominati dal comando militare statunitense (1945) |
| Nominativo                                                                       | Partito                                                                       | Partito                                                                       | Mandato                                                                       | Mandato                                                                       |
| Nominativo                                                                       | Partito                                                                       | Partito                                                                       | Inizio                                                                        | Fine                                                                          |
| -------------------------------------------------------------------------------- | ----------------------------------------------------------------------------- | ----------------------------------------------------------------------------- | ----------------------------------------------------------------------------- | ----------------------------------------------------------------------------- |
| Wilhelm Füllenbach                                                               | ?                                                                             | ?                                                                             | 17 aprile 1945                                                                | giugno 1945                                                                   |
| Sindaci (Oberbürgermeister) nominati dal comando militare britannico (1945-1949) |                                                                               |                                                                               |                                                                               |                                                                               |
| Nominativo                                                                       | Partito                                                                       | Partito                                                                       | Mandato                                                                       | Mandato                                                                       |
| Nominativo                                                                       | Partito                                                                       | Partito                                                                       | Inizio                                                                        | Fine                                                                          |
| Walter Kolb                                                                      |                                                                               | Partito Socialdemocratico di Germania                                         | giugno 1945                                                                   | 29 gennaio 1946                                                               |
| Karl Arnold                                                                      |                                                                               | Unione Cristiano-Democratica di Germania                                      | 29 gennaio 1946                                                               | ottobre 1946                                                                  |

## Repubblica Federale di Germania (dal 1946)
| Sindaci (Oberbürgermeister) eletti dal Consiglio cittadino (1949-1997)   | Sindaci (Oberbürgermeister) eletti dal Consiglio cittadino (1949-1997) | Sindaci (Oberbürgermeister) eletti dal Consiglio cittadino (1949-1997) | Sindaci (Oberbürgermeister) eletti dal Consiglio cittadino (1949-1997) | Sindaci (Oberbürgermeister) eletti dal Consiglio cittadino (1949-1997) | Sindaci (Oberbürgermeister) eletti dal Consiglio cittadino (1949-1997) | Sindaci (Oberbürgermeister) eletti dal Consiglio cittadino (1949-1997) |
| Nominativo                                                               | Partito                                                                | Partito                                                                | Mandato                                                                | Mandato                                                                | Elezione                                                               |                                                                        |
| Nominativo                                                               | Partito                                                                | Partito                                                                | Inizio                                                                 | Fine                                                                   | Elezione                                                               |                                                                        |
| ------------------------------------------------------------------------ | ---------------------------------------------------------------------- | ---------------------------------------------------------------------- | ---------------------------------------------------------------------- | ---------------------------------------------------------------------- | ---------------------------------------------------------------------- | ---------------------------------------------------------------------- |
| Karl Arnold                                                              |                                                                        | Unione Cristiano-Democratica di Germania                               | ottobre 1946                                                           | giugno 1947                                                            | –                                                                      |                                                                        |
| Josef Gockeln                                                            |                                                                        | Unione Cristiano-Democratica di Germania                               | 3 luglio 1947                                                          | 1956                                                                   | –                                                                      |                                                                        |
| Georg Glock                                                              |                                                                        | Partito Socialdemocratico di Germania                                  | 1956                                                                   | 6 dicembre 1959                                                        | –                                                                      |                                                                        |
| Willi Becker                                                             |                                                                        | Partito Socialdemocratico di Germania                                  | gennaio 1960                                                           | 28 marzo 1961                                                          | –                                                                      |                                                                        |
| Fritz Vomfelde                                                           |                                                                        | Unione Cristiano-Democratica di Germania                               | 28 marzo 1961                                                          | 17 novembre 1961                                                       | –                                                                      |                                                                        |
| Peter Müller                                                             |                                                                        | Unione Cristiano-Democratica di Germania                               | novembre 1961                                                          | 1964                                                                   | –                                                                      |                                                                        |
| Willi Becker                                                             |                                                                        | Partito Socialdemocratico di Germania                                  | 1964                                                                   | 1974                                                                   | –                                                                      |                                                                        |
| Klaus Bungert                                                            |                                                                        | Partito Socialdemocratico di Germania                                  | 1974                                                                   | 1979                                                                   | –                                                                      |                                                                        |
| Josef Kürten                                                             |                                                                        | Unione Cristiano-Democratica di Germania                               | 1979                                                                   | 1984                                                                   | –                                                                      |                                                                        |
| Klaus Bungert                                                            |                                                                        | Partito Socialdemocratico di Germania                                  | 1984                                                                   | 1994                                                                   | –                                                                      |                                                                        |
| Marie-Luise Smeets                                                       |                                                                        | Partito Socialdemocratico di Germania                                  | 1994                                                                   | 1999                                                                   | –                                                                      |                                                                        |
| Sindaci (Oberbürgermeister) eletti direttamente dai cittadini (dal 1999) |                                                                        |                                                                        |                                                                        |                                                                        |                                                                        |                                                                        |
| Nominativo                                                               | Partito                                                                | Partito                                                                | Mandato                                                                | Mandato                                                                | Elezione                                                               |                                                                        |
| Nominativo                                                               | Partito                                                                | Partito                                                                | Inizio                                                                 | Fine                                                                   | Elezione                                                               |                                                                        |
| Joachim Erwin                                                            |                                                                        | Unione Cristiano-Democratica di Germania                               | 1999                                                                   | 2004                                                                   | Elezione 1999                                                          |                                                                        |
| Joachim Erwin                                                            | 2004                                                                   | Unione Cristiano-Democratica di Germania                               | 20 maggio 2008                                                         | Elezione 2004                                                          |                                                                        |                                                                        |
| Dirk Elbers                                                              |                                                                        | Unione Cristiano-Democratica di Germania                               | 2008                                                                   | 2014                                                                   | Elezione 2008                                                          |                                                                        |
| Thomas Geisel                                                            |                                                                        | Partito Socialdemocratico di Germania                                  | 2014                                                                   | 2020                                                                   | Elezione 2014                                                          |                                                                        |
| Stephan Keller                                                           |                                                                        | Unione Cristiano-Democratica di Germania                               | 1º novembre 2020                                                       | in carica                                                              | Elezione 2020                                                          |                                                                        |